# Bataille de Sidi Brahim
La bataille de Sidi Brahim est une bataille qui s'est déroulée le 15 juin 1921. Opposant les tribus berbères du Rif à l'armée espagnole lors de la Guerre du Rif, cette victoire rifaine fut très importante car elle permit aux rifains de débloquer un nouveau repère stratégique, la colline de Sidi Brahim, cette colline permettait aux rifains de surveiller la route entre Anoual et Igueriben.